# Сон маленького Пеэтера
«Сон ма́ленького Пе́этера» (эст. Peetrikese unenägu) — советский кукольный мультфильм, снятый режиссёром Эльбертом Тугановым на киностудии «Таллинфильм» в 1958 году. Создан по мотивам детской повести «Палле один на свете» датского писателя Йенса Сигсгора. Первый эстонский кукольный мультфильм.

## Сюжет
Мальчик Пеэтер не хотел ни с кем дружить и обижал других ребят. Однажды, проснувшись, маленький хулиган обнаруживает, что он остался один на всём белом свете. Можно делать всё, что захочется. Но шалости до добра не доводят, и хорошо, что это был лишь дурной сон. После этого случая Пеэтер превратился в дружелюбного мальчика и стал дружить с ребятами.

## Создатели
- Сценарист — Эльберт Туганов
- Режиссёр — Эльберт Туганов
- Художник-постановщик — Рейн Раамат
- Оператор — Эме Беэкман
- Композитор — Борис Кырвер
- Звукооператор — Раймонд Шёнберг
- Кукловод — Эльберт Туганов
- Ассистент оператора — Хейно Парс
- Декораторы — Фердинанд Мартынец, Элли Кюннапу, Ахти Индов
- Директор картины — Карл Леволль

## Создание
Интервью с Эльбертом Тугановым:
В 1956 году директор «Таллинфильма» Николай Данилович рассказал мне, что один кинодеятель из Москвы, которому любезно показали помещение студии, осмотрев мультистанок, спросил: а почему бы вам не попробовать снять мультипликационный фильм?
Я начал лихорадочно продумывать новую идею и искать материал. Студия не смогла бы создать анимационный фильм, у неё не было ни возможностей, ни сил. Я остановился на кукольном фильме. В книжном магазине нашел детскую книгу на немецком языке: современную сказку «Палле один на свете» датского писателя Йенса Сигсгора. Сюжет был подходящий. В нем был всего один персонаж, то есть нужна была одна кукла. Но зато в сюжете было много интересных эпизодов и декораций.
Я тут же написал режиссерский сценарий и, чтобы остов фильма был понятен начальству, нарисовал раскадровку фильма… На всякий случай его также передали в Министерство образования, которое дало категорический отрицательный ответ. Причина: поведение героя не соответствует «воспитанию советского ребенка». Настоящий советский ребенок просыпался, говорил родителям «доброе утро», умывался, ел и только потом мог выйти на улицу.

К счастью, руководство студии не разделило эту точку зрения и согласилось выпустить фильм. Оператором была назначена Эме Беэкман, совсем молодая выпускница операторского факультета Московского института кинематографии, Рейна Раамата я попросил стать художником, а Хейно Парса — ассистентом оператора. Борис Кырвер с радостью согласился помочь в качестве композитора. Я занял пост режиссера-продюсера будущего фильма, а Карл Леволль стал экономическим и организационным руководителем всей группы. Фелисита Олде, энтузиаст и душа нашей группы, также оказала помощь… И вот наша творческая группа собралась вместе. Не хватало только самой важной фигуры в кукольном фильме — кукловода.
Кукловодом в результате стал сам Эльберт Туганов.

## Критика
Э. Хайм о фильме в прессе:
Прежде всего, мы должны оценить изобретательность сценариста-режиссера Эльберта Туганова и оператора Эме Беэкман в новом кукольном фильме, дизайн, выполненный художником Рейном Рааматом с хорошим художественным вкусом, и прекрасную музыку Бориса Кырвера как одинаково сильные компоненты, которые образуют приятное художественное целое в этом фильме.

## Участие в фестивалях
- 1958 — Кинофестиваль стран Балтии и Беларуси, СССР
- 1959 — Всесоюзный кинофестиваль, СССР
- 1962 — Фестиваль кукольных фильмов киностудии «Таллинфильм», СССР
- 1962 — Дни эстонского кино в Кишинёве, Кишинёв, СССР
- 2004 — ФИДЕОФЕСТ — Пярнуский международный фестиваль кино и видео, Пярну, Эстония[1]